# Drepanulatrix carnearia
Drepanulatrix carnearia är en fjärilsart som beskrevs av George Duryea Hulst 1888. Drepanulatrix carnearia ingår i släktet Drepanulatrix och familjen mätare. Inga underarter finns listade i Catalogue of Life.